# Basse vallée de la Seille
Basse vallée de la Seille este o arie protejată (arie de protecție specială avifaunistică — SPA) din Franța întinsă pe o suprafață de 3.050 ha, integral pe uscat.

## Localizare
Centrul sitului Basse vallée de la Seille este situat la coordonatele 46°30′50″N 4°59′54″E / 46.51389°N 4.99833°E.

## Înființare
Situl Basse vallée de la Seille a fost declarat arie de protecție specială avifaunistică în baza directivei 79/409 din 1979 referitoare la conservarea păsărilor sălbatice pentru a proteja 29 de specii de animale.

## Biodiversitate
Situată în ecoregiunea continentală, aria protejată nu include niciun habitat protejat.
La baza desemnării sitului se află mai multe specii protejate de  păsări (29): fluierar de munte (Actitis hypoleucos), pescăruș albastru (Alcedo atthis), rață sulițar (Anas acuta), rață lingurar (Anas clypeata), rață mare (Anas platyrhynchos), rață cârâitoare (Anas querquedula), rață pestriță (Anas strepera), stârc cenușiu (Ardea cinerea), stârc roșu (Ardea purpurea), ciuf de câmp (Asio flammeus), caprimulg (Caprimulgus europaeus), barză albă (Ciconia ciconia), erete de stuf (Circus aeruginosus), erete vânăt (Circus cyaneus), cristeiul de câmp (Crex crex), lebădă de vară (Cygnus olor), ciocănitoare neagră (Dryocopus martius), egretă albă (Egretta alba), egretă mică (Egretta garzetta), stârc pitic (Ixobrychus minutus), sfrâncioc roșiatic (Lanius collurio), ferestraș mic (Mergus albellus), gaia neagră (Milvus migrans), culic mare (Numenius arquata), stârc de noapte (Nycticorax nycticorax), vultur pescar (Pandion haliaetus), viespar (Pernis apivorus), cresteț pestriț (Porzana porzana), nagâț (Vanellus vanellus).
Pe lângă speciile protejate, pe teritoriul sitului au mai fost identificate 16 specii de plante, 42 de specii de păsări, 7 specii de amfibieni, 14 specii de mamifere, 1 specie de pești, 8 specii de reptile.